# Primer ministro de Guyana
El primer ministro de Guyana es la autoridad administrativa del poder ejecutivo y jefe del gabinete de Guyana, nombrado por el presidente y aprobado por el Parlamento. En Guyana, el presidente es el jefe del Estado y la suprema autoridad del ejecutivo (jefe de Gobierno) según se establece en el artículo 89 del Capítulo VIII de la Constitución.

## Jefes de Gobierno
Ministro en Jefe
- Cheddi Jagan (Partido Progresista del Pueblo, 1953-1961)

Premieres
- Cheddi Jagan (Partido Progresista del Pueblo, 1961-1964)
- Forbes Burnham (Congreso Nacional del Pueblo, 1964-1966)

Primeros Ministros
- Forbes Burnham (Congreso Nacional del Pueblo, 1966-1980)
- Ptolemy Reid (Congreso Nacional del Pueblo, 1980-1984)
- Desmond Hoyte (Congreso Nacional del Pueblo, 1984-1985)
- Hamilton Green (Congreso Nacional del Pueblo, 1985-1992)
- Sam Hinds (Congreso Nacional del Pueblo, 1992-1997)
- Janet Jagan (Partido Progresista del Pueblo, 1992-1997)
- Sam Hinds (Congreso Nacional del Pueblo, 1997-1999)
- Bharrat Jagdeo (Partido Progresista del Pueblo, 1999)
- Sam Hinds (Congreso Nacional del Pueblo, 1999-2015)
- Moses Nagamootoo (APNU-AFC, 2015-2020)
- Mark Phillips (Partido Progresista del Pueblo, 2020-actualidad)